# Wwiedienskaja Gotnia
Wwiedienskaja Gotnia (ros. Введенская Готня) – wieś w Rosji, w obwodzie biełgorodzkim, w rejonie rakitiańskim. W 2010 liczyła 431 mieszkańców.